# Erythridula rubens
Erythridula rubens är en insektsart som först beskrevs av Beamer 1930.  Erythridula rubens ingår i släktet Erythridula och familjen dvärgstritar. Inga underarter finns listade i Catalogue of Life.